# Jüdischer Name
Jüdische Familiennamen weisen etymologische Gemeinsamkeiten auf. Dieser Artikel beschränkt sich auf das aschkenasische Judentum. Die sephardischen, orientalischen, slawischen und neuhebräischen Familiennamen werden in diesem Artikel nicht berücksichtigt.

## Geschichte und Prinzipien
Die vom nördlichen Mittel- und Westeuropa nach Osteuropa ausgewanderten aschkenasischen Juden hatten bis zum Beginn des 19. Jahrhunderts meist noch keine festen Familiennamen. Im Gegensatz dazu war dies bei den sephardischen Juden bereits seit der Frühzeit üblich. In der Regel waren die sephardischen Namen patronym. Ab dem 14. Jahrhundert wurden sie gräzisiert: Nachmanides, Maimonides, Avramides, was Nachkomme des Nachman, Maimon bzw. Abraham heißt. Auch Aschkenasim benutzten den Namen des Vaters als zweiten Namen („Jakob ben Nathan“ – „Jakob Sohn des Nathan“). Grund dafür ist unter anderem die Verordnung von Rabbenu Tam (Jacob ben Meir) aus dem 12. Jahrhundert, die besagt, dass in einer Scheidungsurkunde nur unter Juden verwendete Namen (d. h. Eigen- und Vaternamen) verwendet werden durften, aber nicht die von Juden ausschließlich im Verkehr mit Nichtjuden verwendeten Beinamen. Diese Anweisung wurde danach bei vergleichbaren Verträgen, z. B. Ehe- und Geschäftsverträgen, analog angewendet. Jüdische Namen bestehen aus dem Vornamen und dem Vornamen des Vaters, wobei ein ben („Sohn von“) oder bat („Tochter von“) dazwischengeschoben wird. Im religiösen Bereich wird der Name besonders zu rituellen Zwecken benutzt, so bei Jungen erstmals bei der Beschneidung sowie bei der Bar Mizwa anlässlich des Aufrufs zur Toravorlesung. In der Regel steht dieser Name auch auf dem Grabstein eines Juden.
Es gab allerdings viele Ausnahmen von dieser Regel: Die häufigste war wohl der Brauch, eine rabbinische Dynastie mit einem – meist vom Herkunftsort des Gründers abgeleiteten – Familiennamen zu bezeichnen (Meir Katzenellenbogen nach Katzenelnbogen, damals in der Landgrafschaft Hessen-Kassel oder bei Jacob Emden). Diese Nachnamen dienten teils als Familiennamen, teils als Wahrzeichen. Schwiegersöhne, die Rabbiner wurden, erbten oft den Namen, die anderen Söhne trugen ihn meist nicht.
Die Sippen- oder Stammnamen Kohen und Levi (mit vielen Varianten) wurden von Vater auf Sohn übertragen und erschienen in fast allen jüdischen Urkunden und Grabsteinen, wenn ein dort erwähnter Mann (oder der Vater oder Ehemann einer Frau) dem Stamm angehörte.
In manchen Orten, gerade in solchen mit einer größeren jüdischen Gemeinde, wurden Nachnamen zwar nicht offiziell, aber doch recht regelmäßig verwendet. Besonders in Prag war dies der Fall. Die älteste nicht mehr erhaltene Synagoge Prags, die Altschul, war über mehrere Jahrhunderte der Hauptsitz der Altschul oder Altschuler Familien. Ein Nachkomme von Flüchtlingen aus der Provence hatte sich zu Beginn des 14. Jahrhunderts in Prag niedergelassen.
In den absolutistisch regierten Staaten Mitteleuropas begann man Ende des 18. Jahrhunderts damit, jüdische Bewohner als Bedingung für erweiterte Bürgerrechte zur Annahme eines unveränderbaren Familiennamens zu zwingen. Zuerst geschah dies 1787 in den Habsburgischen Erbländern, diesem Beispiel folgten weitere Staaten und Städte. In Preußen: 1790 Stadt Breslau, 1791 Regierungsbezirk Breslau, 1794 Regierungsbezirk Liegnitz bzw. Glogau, 1812 (als Teil der Emanzipation) Altmark, Neumark, Pommern, Westpreußen, Ostpreußen; 1833 Provinz Posen; 1845 Kulmerland; 1846–1848 restliche Provinzen.
Im restlichen Deutschland: 1813 Bayern (→ Bayerisches Judenedikt), Mecklenburg-Schwerin, Mecklenburg-Strelitz, 1828 Hannover und Württemberg, 1834 Sachsen.
Im Kaiserreich Frankreich wurden durch Napoléons Erlass vom 20. Juli 1808 alle dortigen Juden zur Annahme von festen Familiennamen verpflichtet. Davor war dies bereits durch ein Dekret vom 31. März 1808 in dem von Napoléons Bruder Jérôme regierten Königreich Westphalen angeordnet worden.
Nach und nach führten dann alle Staaten Europas ähnliche Regelungen ein.
Die Juden konnten ihre neuen Namen in der Regel frei wählen. Gelegentlich angeführte Berichte über eine zwangsweise Annahme von diskriminierenden Namen entsprechen wohl nicht der damals üblichen Praxis. Allerdings gab es örtliche Einschränkungen: Die österreichischen und französischen Gesetze ließen beispielsweise keine neuen Namen zu, die den jüdischen Hintergrund des Trägers deutlich herausstellten (z. B. Namen aus dem Alten Testament oder alttestamentliche Städtenamen). Die jüdischen sollten sich von deutschen Familiennamen möglichst nicht unterscheiden, um die Integration der Juden zu fördern. Sie erhielten in dieser Zeit zunächst meist beschränkte und später dann auch volle Bürgerrechte.
Je nach Region konnte die Namensgebung unterschiedlich verlaufen, sodass bei der Deutung der Namen auch die Herkunftsregion eine große Rolle spielen kann. Nicht zu verkennen ist aber auch die durch die Namensanalyse vermutete Freude der Juden an Synonymen, am Denken um die Ecke, an Verballhornungen, an Wortspielereien und an (Selbst-)Ironie. Gerade ihre Mehrsprachigkeit und die Eigenart der hebräischen Schrift, nur Konsonanten abzubilden, trugen dazu wesentlich bei.

## Beispiele für die Namensbildung

### Biblische Vornamen
Es gab biblische Vornamen wie...
- Aron, Aaron
- Abraham, Avraham, Avraam, Avram, Abraam, Abram, Brahms, Brom, Brum
- Adam
- Emmanuel
- Ephraim
- Ezra
- Josua, Jehoschua
- Noah
- Salomon
- Simon
- Ismael

...oder Anspielungen auf Episoden in der Bibel, beispielsweise...
- Nachtteiler für Abraham (siehe Gen 14,15 EU)
- Baum für Abraham (als Stammvater)
- Leblang für Isaak (der nach der Bibel 180 Jahre alt wurde)
- Wurm für Jakob (siehe Jes 41,14 EU)
- Stammler, Stamler, Schreiber, aber auch Adler für Mose
- Stein für Isaak,

...und Übernamen oder Koseformen solcher biblischer Namen wie...
- Mandel, Mendel für Menahem
- Moos für Mose
- Sigma für Azriel, Elieser, Zacharias.

### Zwölf Stämme Israels
Die zwölf Stämme genießen in der jüdischen Gesellschaft einen hohen Stellenwert und wurden daher gerne für die Namenswahl in direkter oder umschriebener Form herangezogen. Der Name Israel selbst ist ursprünglich selten und hat erst durch die deutschen Judenverfolgungen des 20. Jahrhunderts (Gesetz über die Änderung von Familiennamen und Vornamen) Verbreitung gewonnen.
- Benjamin
- Juda
- Levi (als Anagramm auch Weil sowie die Varianten Weill und Veil)
- Ruben
- Simeon

Dabei wurde nicht selten auf die in 1. Mose 49,3–27  angesprochenen Symbole ausgewichen wie
- Löwe (Synonym für den Stamm Juda), dito Leon und Loeb, diminutive Koseform Leibel, Leibl.[4]

- Drache (für Dan), dito Trachmann
- Wolf (für Benjamin)
- Hirsch (für Naftali, eigentlich Gazelle), daraus auch Hirschmann, Hirschfeld, Hirschl, Hirschberg
- Bacharach (für Bachar) daraus auch Bacher wie der berühmte jüdische gelehrte Wilhelm Bacher
- Bär (für Issachar, eigentlich Esel, aber das wurde in Bär umgewidmet)

oder auf den sie symbolisierenden Schmuck auf den Priestergewändern laut 2. Buch Mose 28,17–21 
- Rubin (für Stamm Ruben)
- Bernstein
- Diamand, Diamant
- Saphir (für Issachar)
- Smaragd (für Juda)
- Krystall

Ersatzweise die ihnen zugeordneten Fahnenfarben wie
- Roth (für Stamm Ruben)
- Schwarz (für Josef und Benjamin)
- Grün (für Simeon)
- Weiß (für Zebulon)
- Blau (für Issachar und Juda/Jehuda)
- Gelb (für Dan)
- Rosa (für Naftali)

häufig erweitert um Zusätze, etwa Grünspan, Bleiweiß, Weisrock, Rosenblatt, Rosenzweig, Rosenthal.
Vergleichbar sind Silber und Gold beinhaltende Namen, die mit den Erzengeln Michael und Gabriel in Verbindung gebracht werden; denn Gabriel brachte nach der Überlieferung das Gold zur Erde, daher
- Silbermann
- Goldberg
- Goldmann
- Goldschmied

### Früchte des Heiligen Landes
nach 5. Buch Mose 8,8
- Weizmann (Weizen)
- Feigenbaum (Feige)
- Weinreb, Weintraub (Weinrebe, Weintraube)
- Honigmann (Honig)
- Teitelbaum (Dattelbaum, Dattelpalme)
- Morelenbaum (Morelle)

### Tierkreiszeichen
- Wassermann

### Hausnamen
Hausnamen oder Wohnstättennamen traten vor allem in Judengassen wie in Frankfurt am Main auf, da es keine Hausnummern gab und die Häuser durch Symbole kenntlich gemacht wurden (→ Frankfurter Judengasse).
- Adler (aus dem Haus zum Schwarzen Adler)
- Rothschild (aus dem Haus mit dem roten Schild)
- Sichel
- Einhorn
- Elefant
- Stern
- Storch
- Strauss
- Pflug

Auch diese Namen werden gerne um Komposita ergänzt.

### Eindeutschungen
- Baruch (= der Gesegnete) wurde eingedeutscht in
  - Selig, Seeliger, Seliger
  - Seligmann
- Karmi (= Mein Weingarten) wurde eingedeutscht in
  - Baumgarten, Baumgart, Baumgartel, Baumgartner, er war der vierte Sohn von Ruben (Numeri 26.6))
- Abel (= Ebel, Evel, Ebelman)
- Bachar (= Bacher)

### Berufsnamen
Namen wie Goldschmied, Brauer, Melzer müssen nicht unbedingt auf den ausgeübten Beruf bezogen sein, sondern können auch ein Synonym sein: zum Beispiel Goldschmied zu Elija, Kupferschmied und Kaufmann (von Kupper, Kosename für Jakob) oder Jäger für den Stamm Naftali.

#### Allgemeine Berufsbezeichnungen
- Biermann
- Salzmann (=Salzhändler)
- Schindler (=Dachdecker)
- Melzer (=Brauer und Mälzer)
- Millman (= Müller)
- Bethmann
- Cantor
- Levi (= Priester)
- Kohn/Cohn, Kuhn, Kahn (= Priester) oder Kaplan

#### Jüdische Gemeindeämter
- Klemperer, ursprünglich der „Klopfer“, in der ostjüdischen Gemeinde der Gemeindediener, der morgens an die Türen der Frommen klopft, um sie an ihr Frühgebet zu erinnern.
- Schaechter/Schechtman (von Schächten, schachat „töten, schlachten“, also der rituelle Metzger, hebr. Schochet)
- Saenger/Singer/Senger oder latinisiert: Cantor, vgl. Cantorowitz, Kantorowicz sowie Kentridge

### Orts- und Ländernamen
- Breslauer (Breslau)
- Dreyfus, Dreyfuss, Dreifuß oder Tryfus: ein Hinweis auf Wurzeln in Trier,[5] Troyes oder Treviso
- Danziger (Danzig)
- Epstein
- Feuchtwanger
- Frankfurter
- Fürth
- Ginzburg
- Guggenheim oder Guggenheimer von Gugenheim bei Straßburg oder von Jugenheim in Rheinhessen,
- Halpern oder Halperin (Heilbronn)
- Heller (und Pfennig) möglicherweise von Schwäbisch Hall, wo diese beiden Münzen geprägt wurden
- Horowitz
- Karlin (chassidische Dynastie aus Karlin, heute Teil von Pinsk, Belarus)
- Kissinger (Begriffsklärung) (Bad Kissingen)
- Landauer
- Mintz (Mainz)
- Offenbach
- Oppenheimer
- Pollock und Varianten (Pollak, aus Polen stammend)
- Schapiro, Shapiro oder Spiro, auch Schapira nach Spira (Speyer)
- Schlesinger (aus Schlesien stammend)
- Sinsheimer
- Wertheimer
- Wormser (Worms)

Das Toponym kann jedoch nur dann auf den Ort hinweisen, wenn zur Zeit der Namensentstehung Juden dort wohnten. So ist der Name Berlin oder Berliner in den seltensten Fällen auf die Stadt Berlin zurückzuführen, sondern das Diminutiv von Bär.

### Landesübliche Namen
Die charakteristischen Namen der jeweiligen Umgebung wurden nicht selten ebenfalls übernommen, um das Stigma der damaligen Zeit, Jude zu sein, zu verbergen. Vor allem beim Wechsel des Glaubens wurden stigmatisierende Namen abgelegt und landesübliche Namen angenommen. Darunter verstehen sich Herkunftsnamen, Eigenschaftsnamen (Kurz, Krause, Klein, Lang) ebenso wie Berufsnamen (Schmied, Müller).

### Verschleifungen / Verballhornungen
Einige eindeutig erscheinende Namen sind Verfälschungen von Kosenamen oder Kurznamen in ähnlich klingende deutsche Wörter, die aber mit dem Ursprungswort nichts gemein haben.
- Apfel-, Epl- von Ephraim
- Bern-, Birn-, Baren- weist auf den Vornamen Ber hin
- Ehren- und Ohren-/Oren- ist gelegentlich identisch mit Aaron, dito Ahorn
- Eisen- von Isaak
- Frank, Fränkel, Frenkel gelegentlich Kosename von Ephraim
- Hack, Hock oder Sack rührt von Isaak her.
- Kahn, Kohn, Kanal- von Cohen, levitischer Priester
- Katz ist gebildet aus Cohen-Zedek (= Priester der Gerechtigkeit oder gerechter Priester)
- Konz, Kunz(e), Kunst oder Kutz aus Cohen tzädäq (wie Katz)
- mit -burg oder -berg endende Namen stellen teilweise eine Verballhornung von Baruch dar.
- Baum, siehe Baumann
- Baumann, Variante von Baum = Synonym für Abraham, Stammvater der Juden
- Bein- kann von Benjamin, aber auch von Ben = Sohn hergeleitet sein
- Benda, ben David = Sohn Davids
- Biermann, Variante von Bärmann
- Gafner vom hebräischen Wort Gaf'ner für Brot abgeleitet
- Herrman oder Heim von Chaim
- Hirsch- kann von Hersch abgleitet sein
- Kaufmann kann auch abgeleitet werden von Jaak(a)uf = Jakob, dito Kopp
- Kersch-, Kirsch- s. Hirsch
- Leib-, Loeb, Loew-, Löw- weist auf Levi hin
- Lieb, Liebmann/Lippmann, Lipp als Synonym für Eliakim, Jehuda, Moshe u. a.
- Mandel, Mandelbaum, Mandelbrot, Mendelssohn, abgeleitet vom Kurznamen für Menachem
- Maus, Abwandlung von Moses
- Meier vom Vornamen Meir Meyer (im Talmud der Erleuchter), also nicht identisch mit dem deutschen Meier = Gutsverwalter
- Morgen-/Morgenstern/Morgenthau vom Kosenamen für Mordechai
- Müller von der Koseform des Namens Shamuel/Samuel/Shemuel
- Oppermann von Opfermann, gemeint ist Levi oder Cohen
- Scherbaum, Schermann teils von Sara, aber auch von Ephraim herleitbar
- Schick, Übername von Jehoshua/Josua
- Schiff/Schiffmann von Shifra (= die Schöne, siehe Ex. 1,15), ggf. auch Synonym von Kahn
- Schul von Saul, hebräisch ausgesprochen Scha'ul
- Sonne von Sohn
- Za(h)l weist auf Salomo
- Zu(c)ker- von Sacharja/Zacharias
- Zweig von Zvi (= Hirsch)

Die Deutung der Namen ist häufig auf Mutmaßungen angewiesen oder auf die Kenntnis um die einstmalige Gegend zum Zeitpunkt ihrer Entstehung. Die genannten Beispiele erheben daher keinen Anspruch auf Ausschließlichkeit, sondern sollen einen Eindruck über die Vielfalt von Namensentstehungen geben.